# Skulpturenweg Seehaus Pforzheim

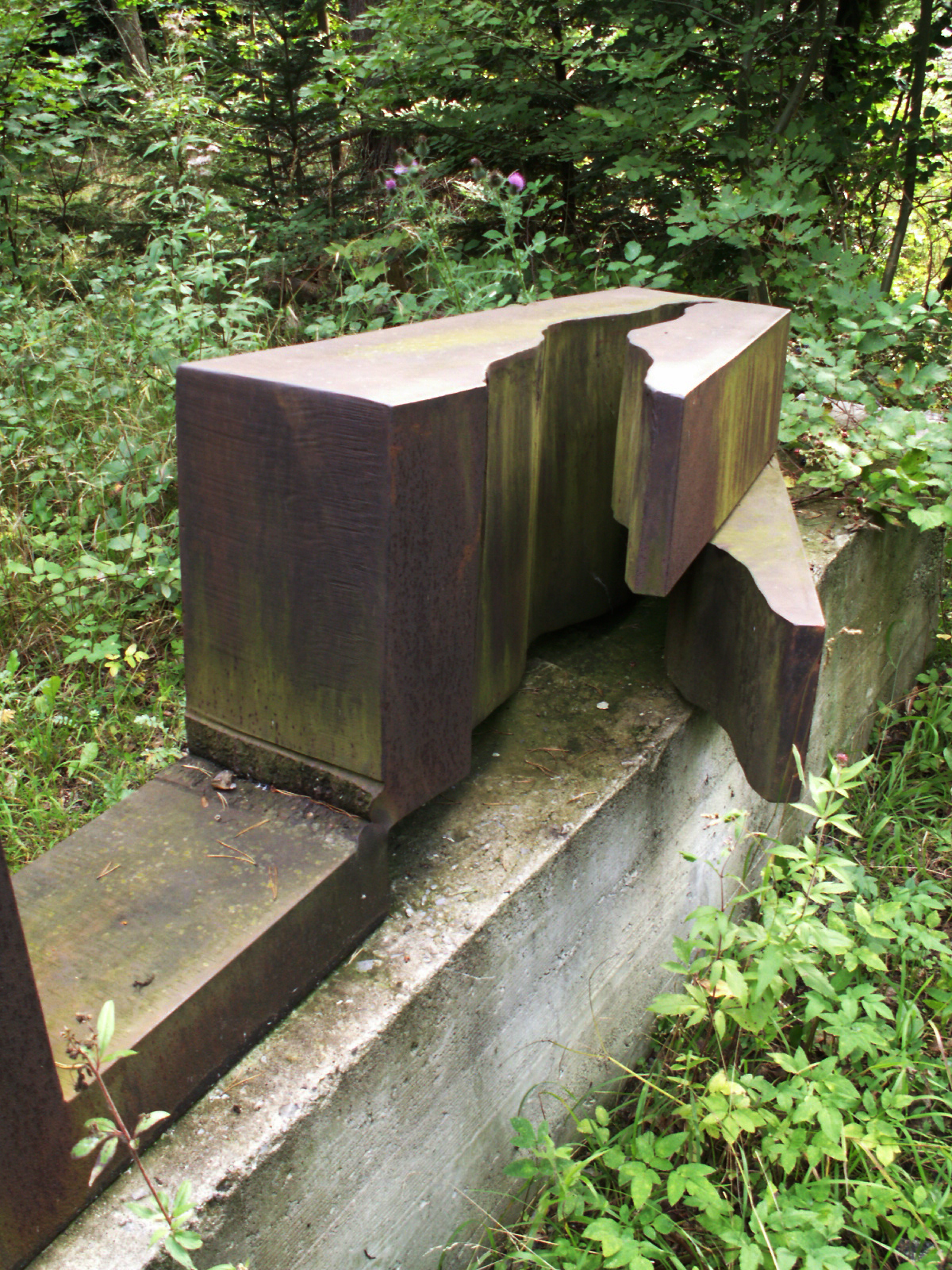
Landschaft (detail) van Gert Riel

Skulpturenweg Seehaus Pforzheim is een beeldenroute bij Pforzheim in de Duitse deelstaat Baden-Württemberg.

## Geschiedenis
De beeldenroute is in 1999 ontstaan uit een plaatselijk initiatief en startte in 2000 met een eerste sculptuur van de beeldhouwer Edgar Müller. De route is ruim vier kilometer lang en loopt langs een aangelegd meer naar het Seehaus. De route valt gedeeltelijk samen met een natuurpad. Dertien sculpturen werden vervaardigd gedurende een beeldhouwworkshop op de Seehauswiese, zodat de route snel bestond uit veertien kunstwerken. Het aantal sculpturen, dat de organisatoren jaarlijks wensen uit te breiden, bedraagt inmiddels 16.

## Collectie
1. Edgar Müller : Schuhtorso (2000)[1]
2. Giorgio di Monte Lupo : Palast der Winde
3. Josef Bücheler : Seewächter 2
4. Hans Michael Franke : Steinraster
5. Heiner Hepp : gemeiner Lichtwell
6. Gert Riel : Stahlstele
7. Armin Göhringer : Stele
8. Heiner Hepp : Jägerlatein[2]
9. Angela M. Flaig : Zeitzeugen
10. Gert Riel : Landschaft
11. Marlies Obier : In den wald geschrieben
12. Alf Setzer :  Halbsäule
13. Sibylle Szukala : Traumtanz
14. Franz Bulander : Fächer
15. Gert Riel : Veränderung
16. Enztalschnitzer : Comitatus Rumanus

## Fotogalerij

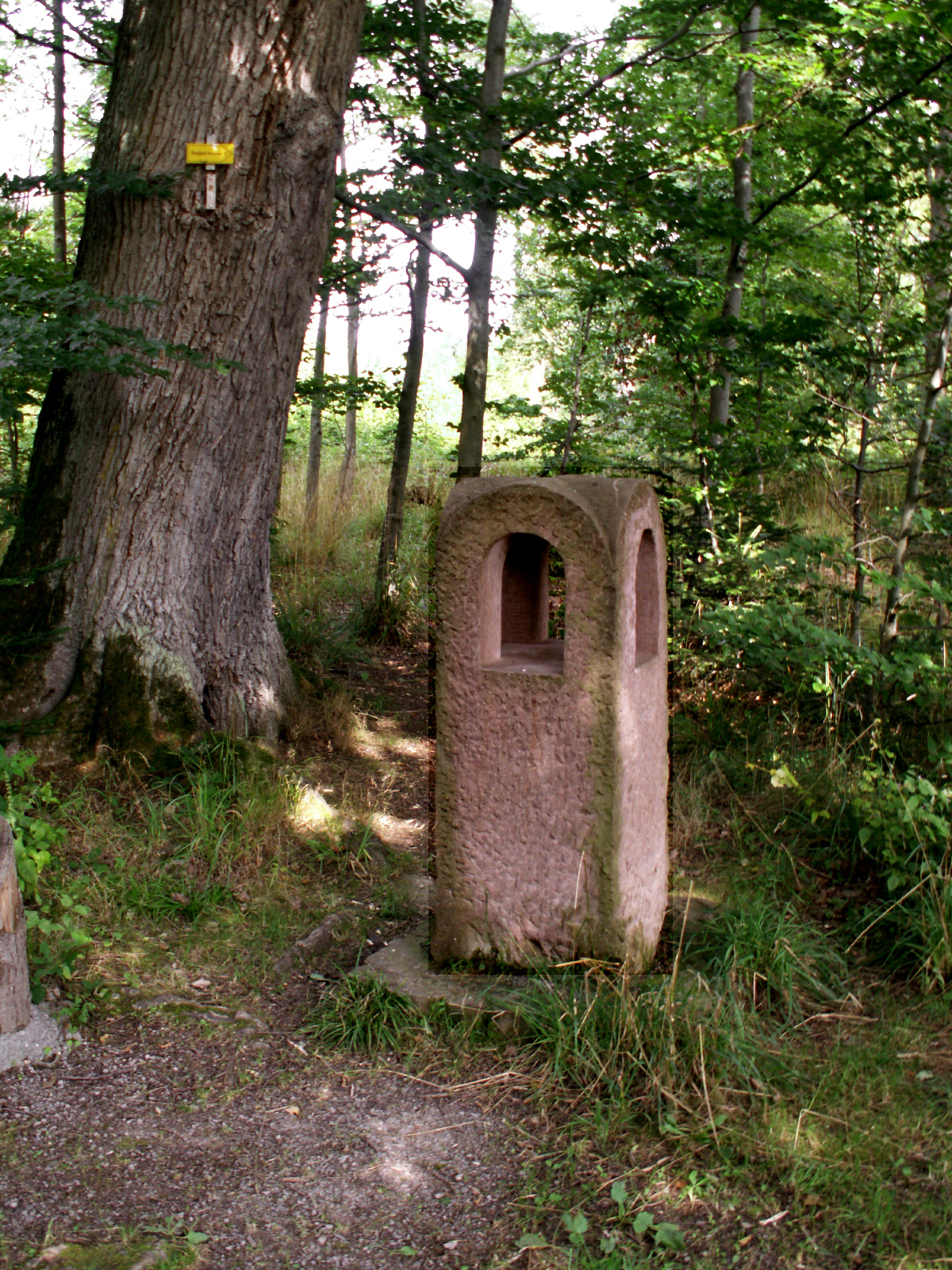
2 : Palast der Winde
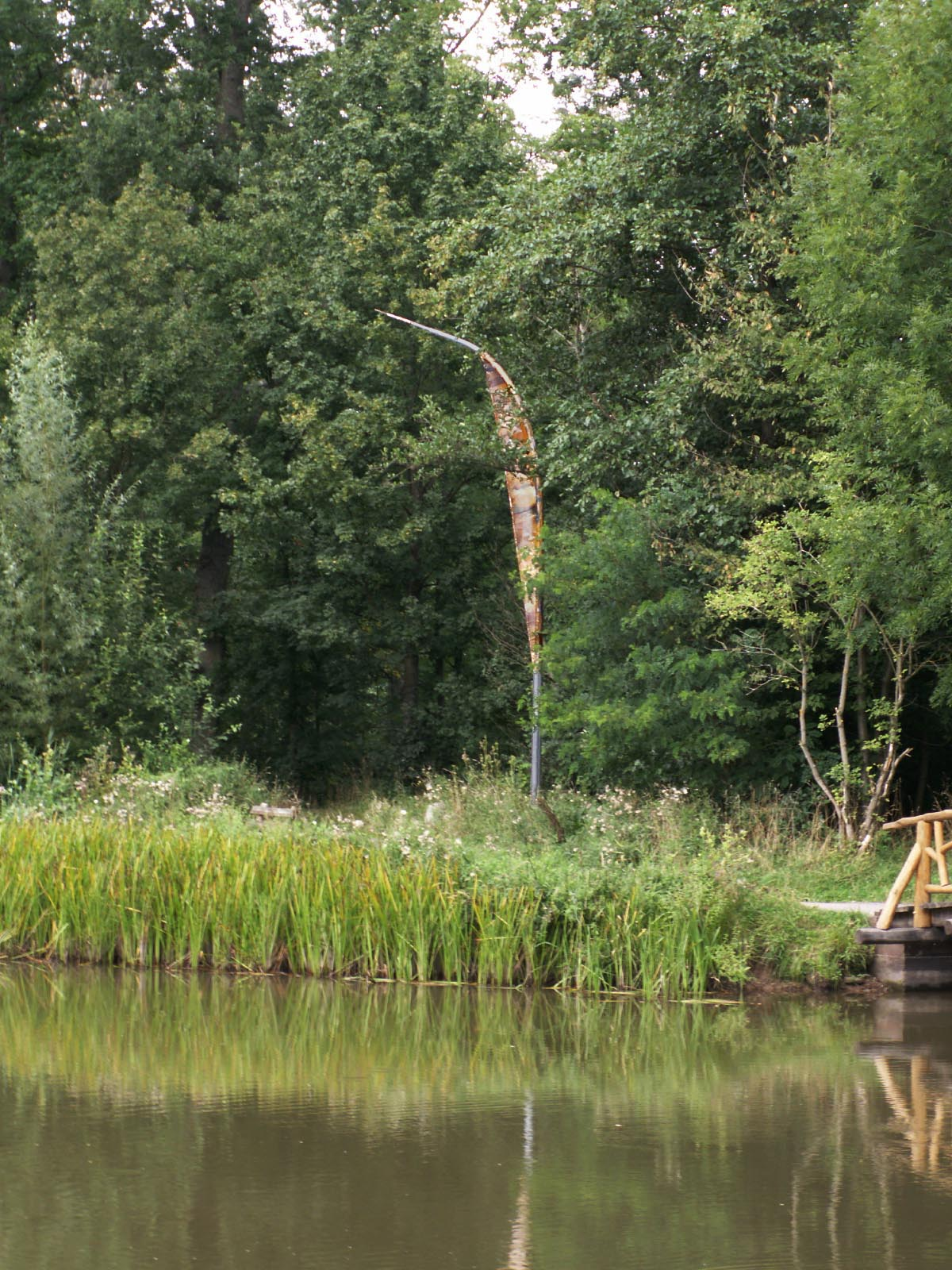
3 : Seewächter 2
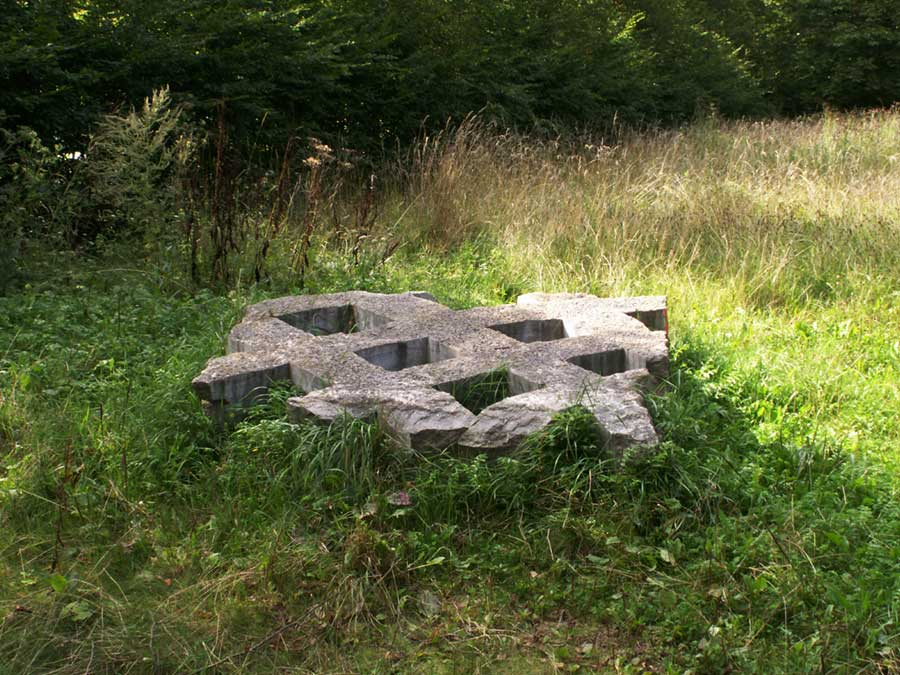
4 : Steinraster
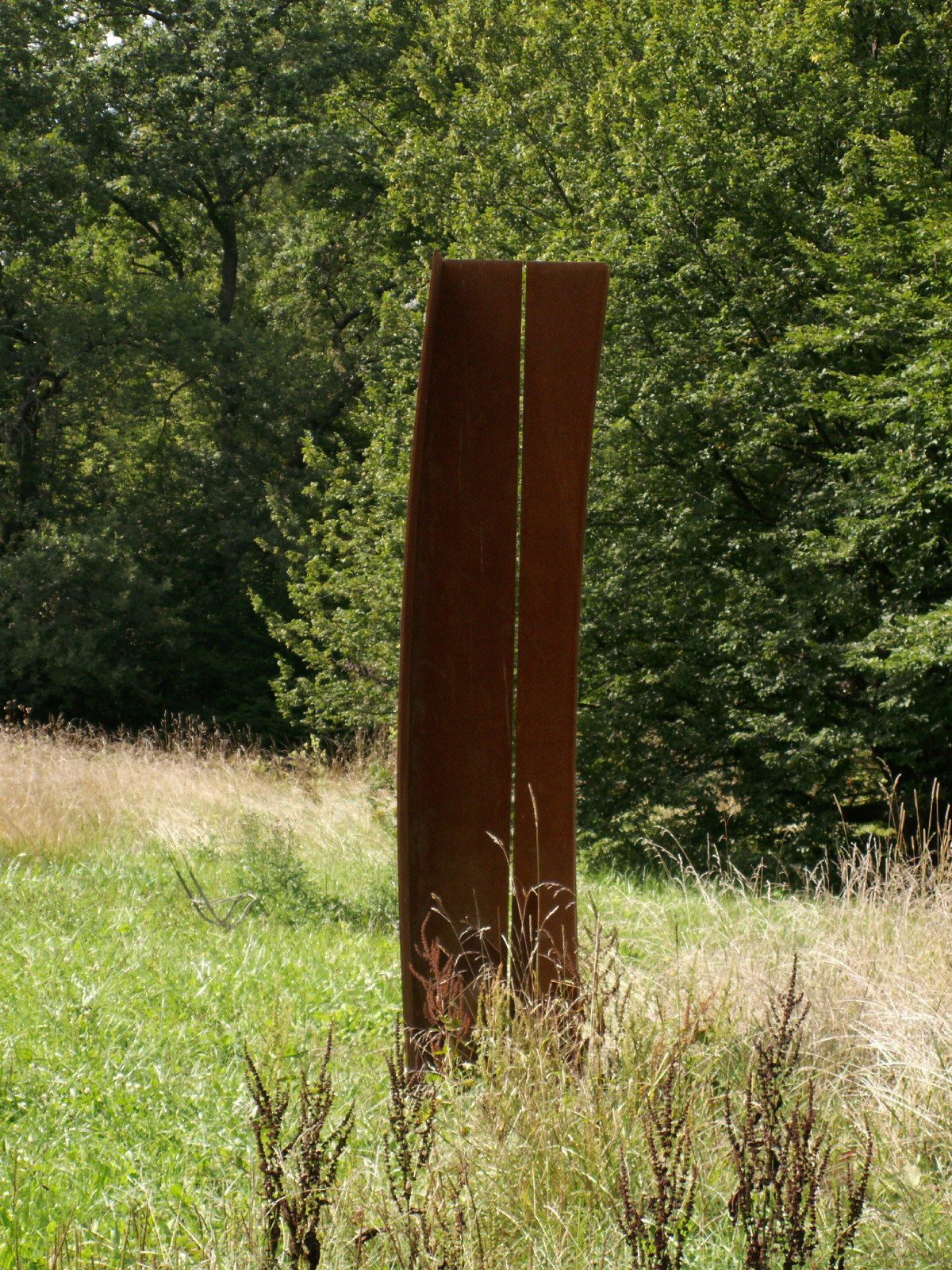
6 : Stahlstele
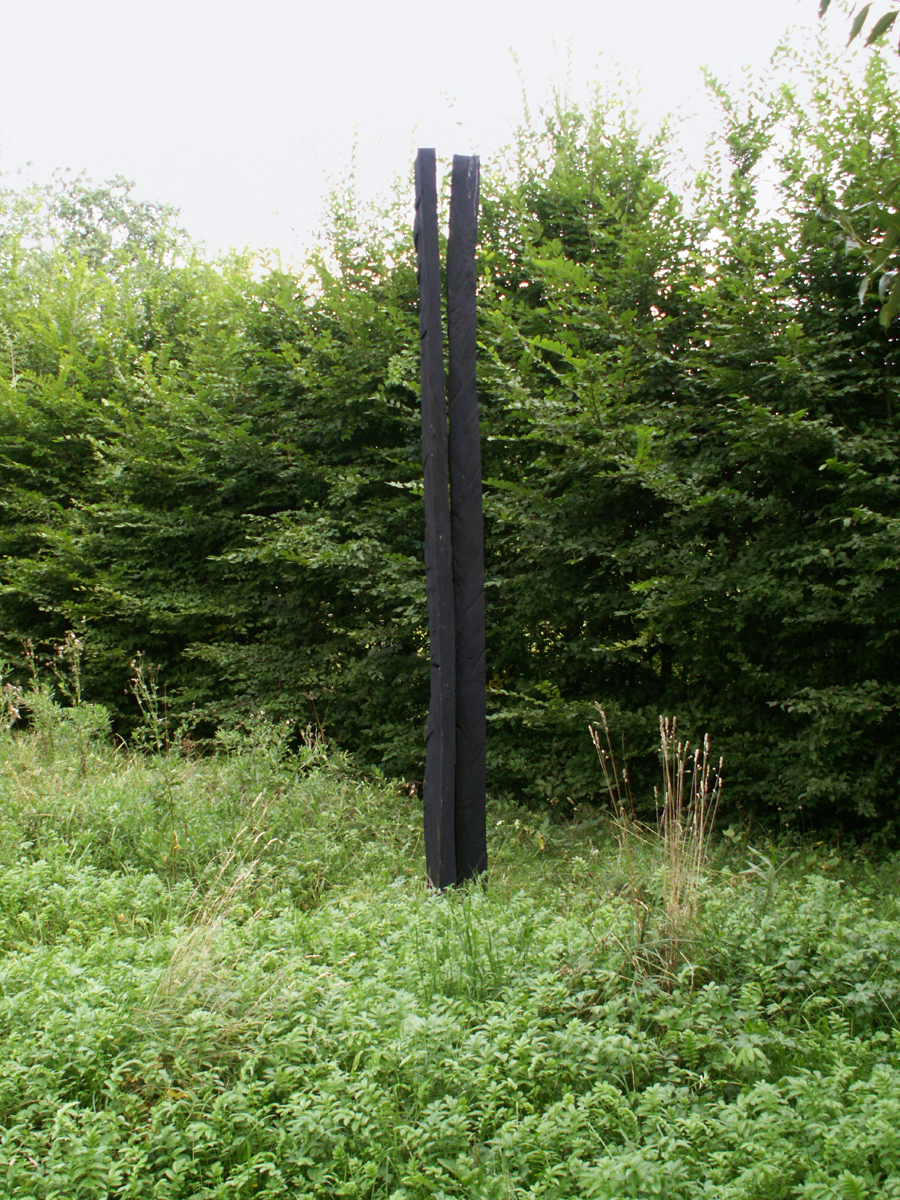
7 : Stele
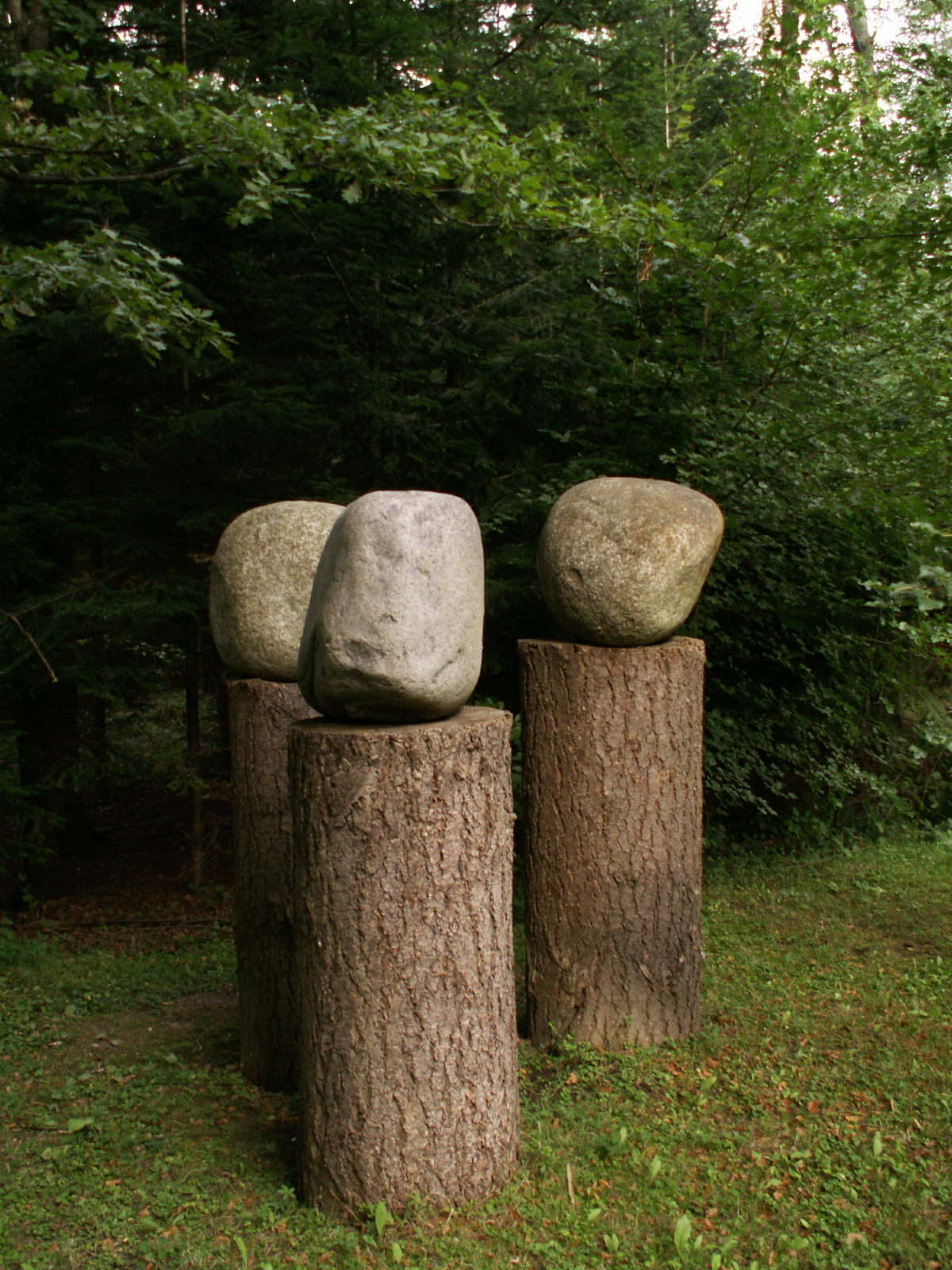
9 : Zeitzeugen
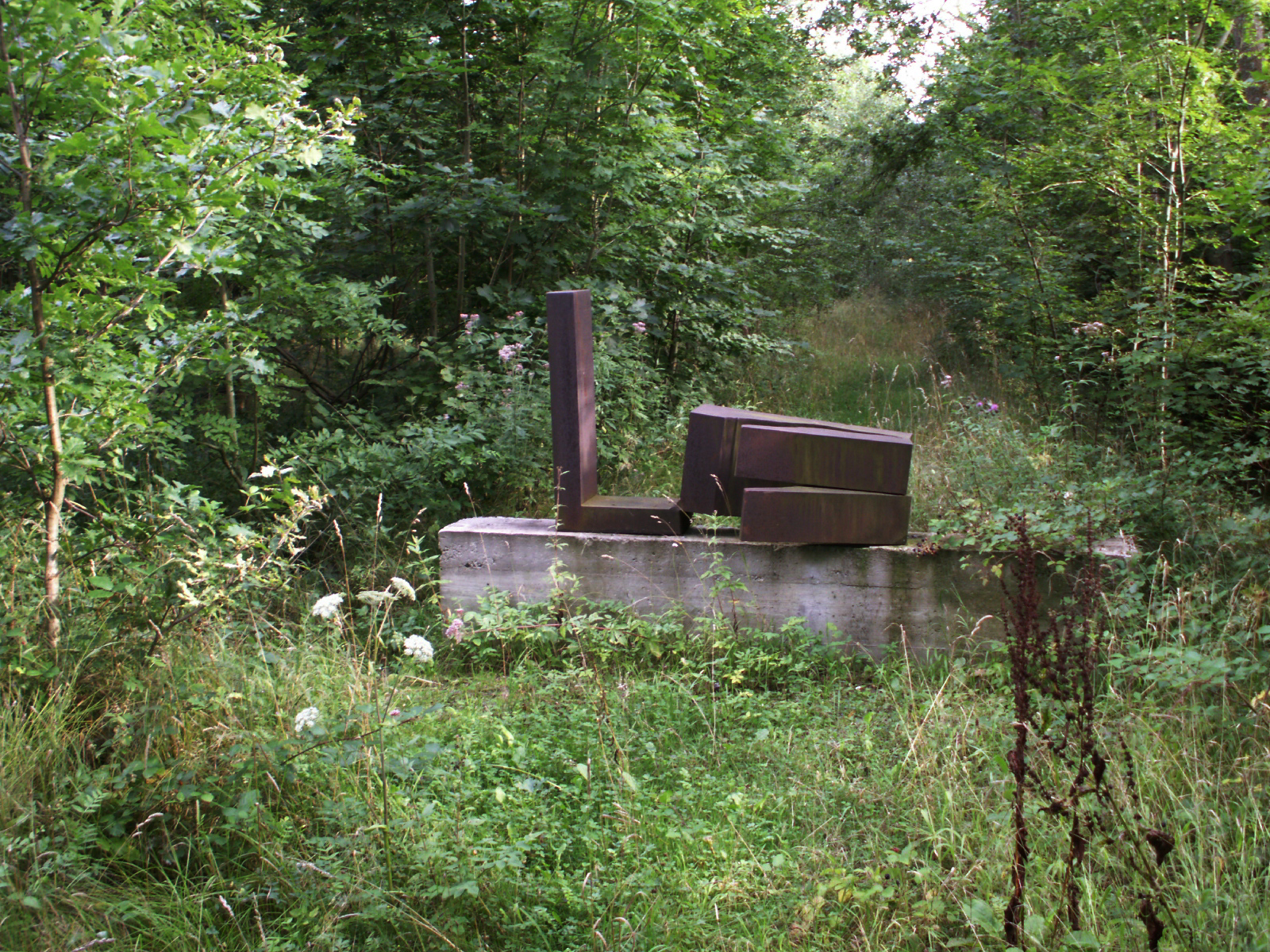
10 : Landschaft
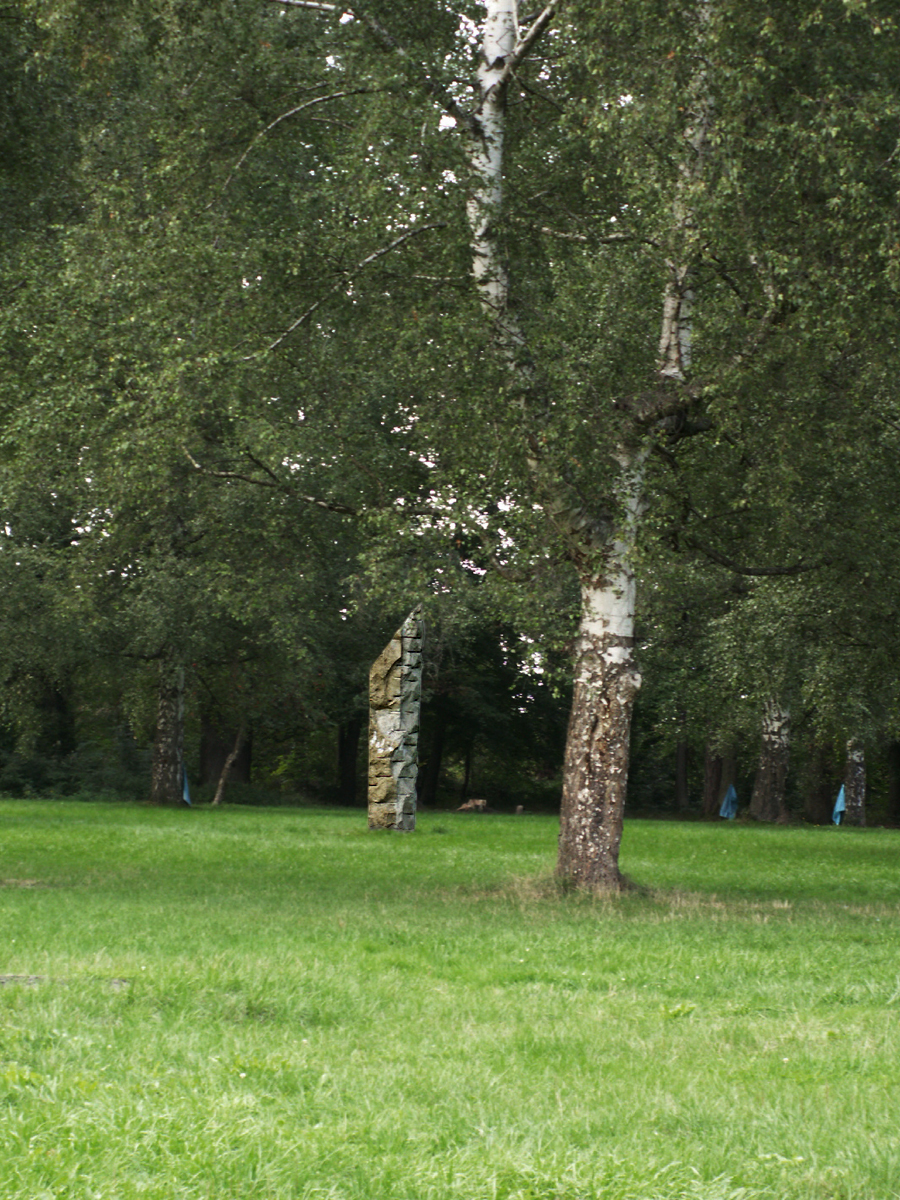
12 : Halbsäule
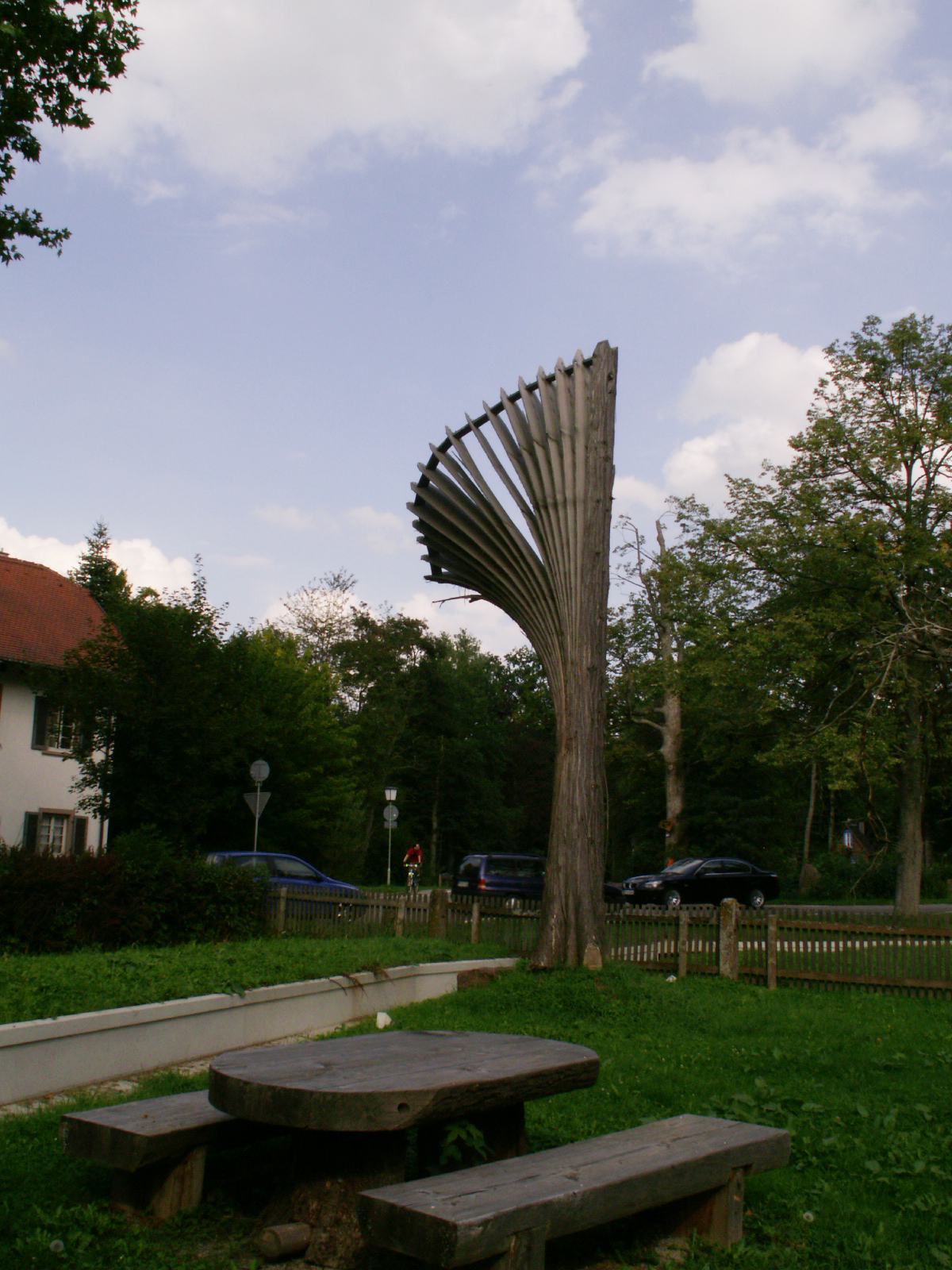
14 : Fächer